# Eytan Fox
Eytan Fox (hebraico: איתן פוקס) (Nova Iorque, 21 de agosto de 1964) é um diretor de cinema israelense.
É abertamente gay e muitos de seus filmes contêm temas de homossexualidade, assim como o efeito que o conflito palestino-israelense tem sobre as relações interpessoais.
Fox e seu parceiro, Gal Uchovsky, estão juntos há 24 anos. Eles também são colaboradores profissionais, sendo que Uchovsky, escritor e jornalista, está envolvido em muito do roteiro de Fox.

## Biografia
Fox nasceu em Nova York e se mudou com sua família para Israel quando tinha dois anos. Seu pai, Seymour Fox, era um rabino conservador e professor na Universidade Hebraica de Jerusalém. Sua mãe, Sara Kaminker-Fox, foi chefe do conselho da cidade de Jerusalém e era envolvida com planejamento urbano. Fox tem dois irmãos, David e Danny. Ele cresceu em Jerusalém, serviu ao exército, e estudou na Escola de Cinema e Televisão da Universidade de Tel Aviv.

### Prêmios
Em 2006, Fox foi o primeiro ganhador do Prêmio Década do Washington Jewish Film Festival, um prêmio dado a um cineasta cuja obra fez uma contribuição significativa para o cinema judaico durante um período de pelo menos dez anos.

#### Filmes
- After (1990)
- Shirat Ha'Sirena (Siren's Song, 1994)
- Florentin (1997, TV series)
- Ba'al Ba'al Lev (1997)
- Yossi & Jagger (2002)
- Walk on Water (2004)
- The Bubble (2006)
- Tamid oto halom (2009, TV series)
- Yossi (2012)